# Pseudochodaeus estriatus
Pseudochodaeus estriatus là một loài bọ cánh cứng trong họ Ochodaeidae. Loài này được Schaeffer miêu tả khoa học đầu tiên năm 1906.